# 約翰·查爾斯·菲爾茲
約翰·查爾斯·菲爾茲（英語：John Charles Fields，1863年5月14日—1932年8月9日），加拿大數學家。他設立了菲爾茲獎，頒給成就傑出的青年數學家。

## 生平
菲爾茲生於加拿大安大略省哈密頓市一皮革店東主的家庭。他在1880年於哈密頓學院（Hamilton Collegiate Institute）畢業，1884年於多倫多大學畢業，再往美國約翰斯·霍普金斯大學深造，1887年獲博士學位。他的博士論文《dny/dxn = xmy方程的符號有限解和定積分解》（Symbolic Finite Solutions and Solutions by Definite Integrals of the Equation dny/dxn = xmy）在1886年的《美國數學雜誌》（American Journal of Mathematics）上刊登。
菲爾茲在約翰斯·霍普金斯大學任教兩年，隨後轉職賓夕法尼亞州的阿勒格尼大學（Allegheny College）。因為對當時北美的數學研究環境失望，1891年他前往歐洲，在柏林、巴黎、哥廷根與當時的大數學家共事。這些數學家有魏爾施特拉斯、克萊因、弗洛比紐斯、普朗克等。他還與瑞典數學家Gösta Mittag-Leffler結為世交。他開始在新領域代數函數論發表論文，這是他一生成就最豐的領域。
1902年他返回加拿大，在多倫多大學任教。他孜孜不倦地工作，以提升數學在加拿大學術界和公眾的地位。他游說了安大略省議會，提供多倫多大學每年75,000元研究經費，並協助成立加拿大研究委員會。這委員會是加拿大自然科學及工程研究委員會（National Science and Engineering Research Council of Canada）和安大略研究基金會（Ontario Research Foundation）前身。從1919年至1925年他出任加拿大皇家学院主席，致力使其成為科研的領導中心。雖然不太成功，他的努力卻促使多倫多得以舉辦1924年國際數學家大會。
菲爾茲最為人所知的成就是他設立的菲爾茲獎。這獎項被譽為數學界的諾貝爾獎，縱使兩者不同。菲爾茲於1920年代末開始籌備這獎項，但因健康日差，生前未能看到獎項成事。他患病三個月後去世，遺囑中捐了47,000元給獎項基金。
菲爾茲分別於1907年和1913年獲選為加拿大皇家學院和倫敦皇家學院院士。

## 深度了解
- Riehm, Elaine. . Providence, RI: American Mathematical Society. 2011  [2022-03-26]. ISBN 0-8218-6914-0. （原始内容存档于2022-06-20）.